# Церковь Санта-Феличита (Флоренция)
Церковь Санта-Феличита, или Церковь Святой Фелицитаты (итал. La Chiesa di Santa Felicita) — римско-католическая церковь во Флоренции, Тоскана , Италия. Одна из старейших церквей в городе. Освящена в честь святой мученицы Фелицитаты Римской. Расположена в районе Ольтрарно, между мостом Понте-Веккьо и палаццо Питти, на площади Санта-Феличита, вдоль улицы Виа де Гвиччардини. На площади перед фасадом церкви стоит колонна Святой Фелицитаты XV века.

## История
Во II веке сирийские торговцы поселились в районе к югу от реки Арно и, как полагают, принесли в этот регион христианство. Первая базилика, стоявшая на этом месте, относится ещё к древнеримской эпохе и, вероятно, была связана с раннехристианским кладбищем. В её основании сохранились латинские надписи и остатки надгробий с надписями на греческом языке. Первая христианская церковь, вероятно, была построена в конце IV или в начале V века и была посвящена святой Фелицитaте Римской. Она могла быть освящена между 1348 и 1354 годами. Новая церковь возведена рядом в XI веке, а ныне существующий храм в основном датируется 1736—1739 годами. Построен по проекту архитектора Фердинандо Руджери. Монастырь был закрыт во время наполеоновской оккупации 1808—1810 годов.

## Архитектура

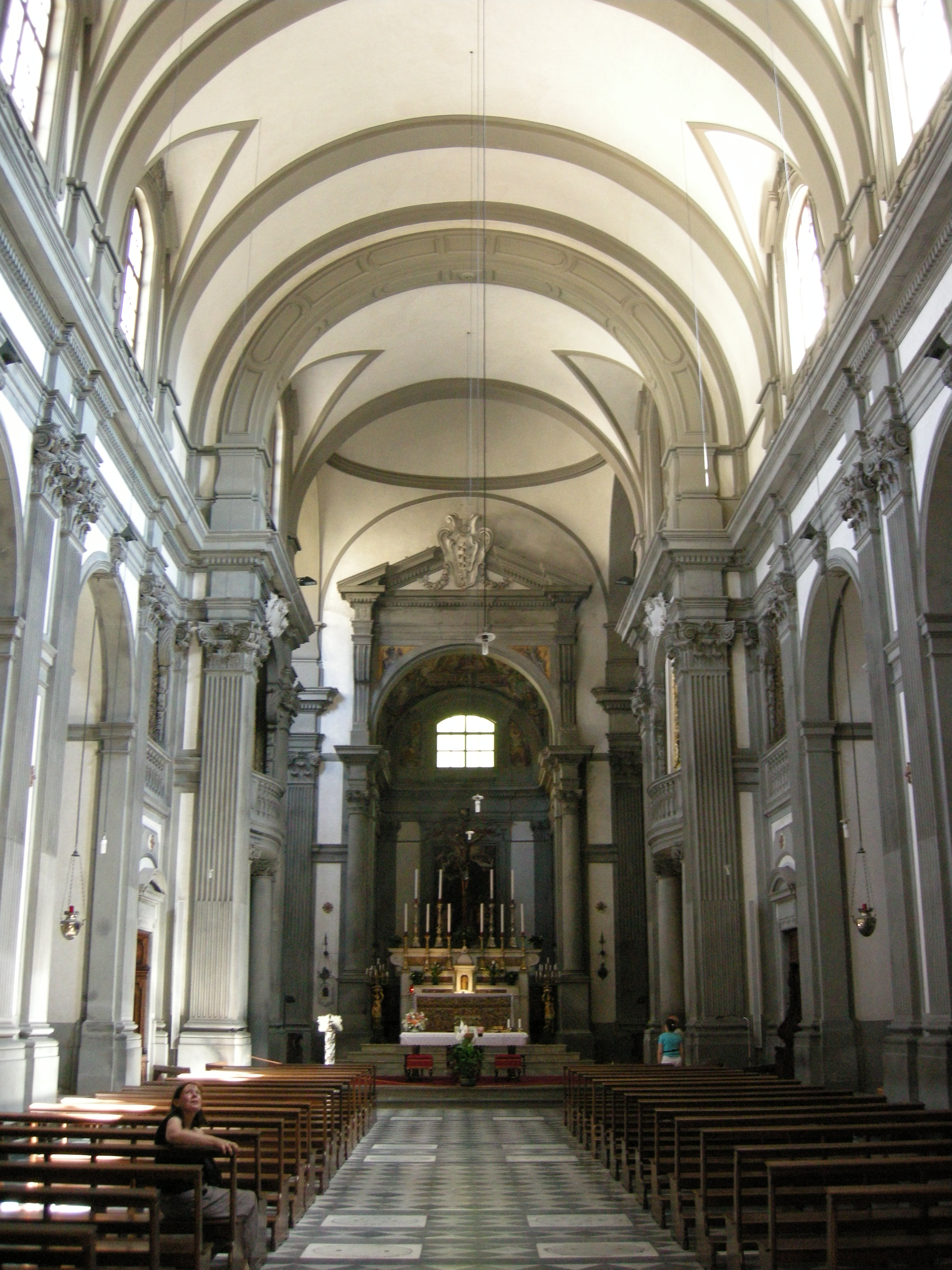
Главный неф церкви

От церкви романской эпохи сохранились лишь несколько фрагментов, включённых в дома на площади Санта-Феличита: три колонны из зелёного мрамора с искусно выполненными романскими капителями. Из этого здания нетронутым остался только Зал капитула XIV века с фрагментарными фресками 1387 года работы Никколо ди Пьетро Джерини: «Распятие», «Спаситель» и «Семь добродетелей». Снаружи колонна Санта-Феличита напоминает о легендарной битве, которая произошла между ополченцами святого Петра Мученика и еретиками-патарини.
Старый фасад базилики скрывает галерея, построенная Джорджо Вазари в шестнадцатом веке. В галерее находятся захоронения кардинала Луиджи де Росси, родственника папы Льва X, и живописца, певицы и поэтессы Арканджелы Паладини.
Сакристия церкви построена в стиле Брунеллески, датируется 1473 годом; находилась под покровительством Семья Каниджиани. В ней хранится расписное Распятие (ок. 1310), приписываемое Пачино ди Буонагвиде, алтарная картина XIV века Таддео Гадди «Мадонна с Младенцем, ангелами и святыми», а также «Поклонение волхвов» XV века Франческо д’Антонио, «Святая Фелицитата с семью сыновьями» Нери ди Бичи.
Капелла Барбадори (или Каппони) также датируется XV веком (1419—1423). Проект капеллы разработал Филиппо Брунеллески, а когда покровительство перешло к Лодовико ди Джино Каппони, её украшение было поручено Понтормо, который работал в капелле с 1525 по 1528 год. Роспись свода утрачена, но в капелле всё ещё можно увидеть «Четырёх евангелистов» в парусах свода и два произведения Понтормо: «Богоматерь и Архангел Гавриил» на боковой стене и алтарный образ «Снятие с креста». Последнее представляет собой характерное произведение раннего итальянского маньеризма. Витраж, изображающий «Шествие к гробнице Христа», является копией витража, созданного Гульельмо да Марчиллатом в 1526 году. Расположенная напротив Капелла Каниджани хранит картину Бернардино Поччетти «Чудо Богоматери Снежной» (1589—1590).
В 1565 году, как записал сам Вазари, великий герцог Козимо I Медичи решил построить длинный коридор, который соединил бы старый дворец приоров на площади Синьории с новой резиденцией Медичи — Палаццо Питти; поскольку коридор должен был пройти через церковь Санта-Феличита, церковь стала играть особо важную роль в жизни двора Медичи. Чиголи (Лодовико Карди) был ответственным за проектирование алтаря, покровителями которого были семья Гвиччардини (и где в 1540 году был похоронен знаменитый историк Франческо Гвиччардини). Работа продолжалась до тех пор, пока свод не был украшен Чинганелли (ок. 1620); на алтаре находится «Поклонение пастухов», приписываемое Франческо Брине (1587).
В церкви также находится картина Антонио Чизери «Мученичество Маккавеев» (1863), а также «Встреча Святой Анны и Святого Иоакима», приписываемая Микеле Тозини, в конце правого трансепта «Вознесение Девы Марии» (1677), приписываемая Бальдассаре Франческини. В Капелле Капонни можно увидеть «Снятие с креста» (1528) Якопо Понтормо. Роспись купола Капеллы Каньяни осуществил Томмазо Герардини.

## Галерея

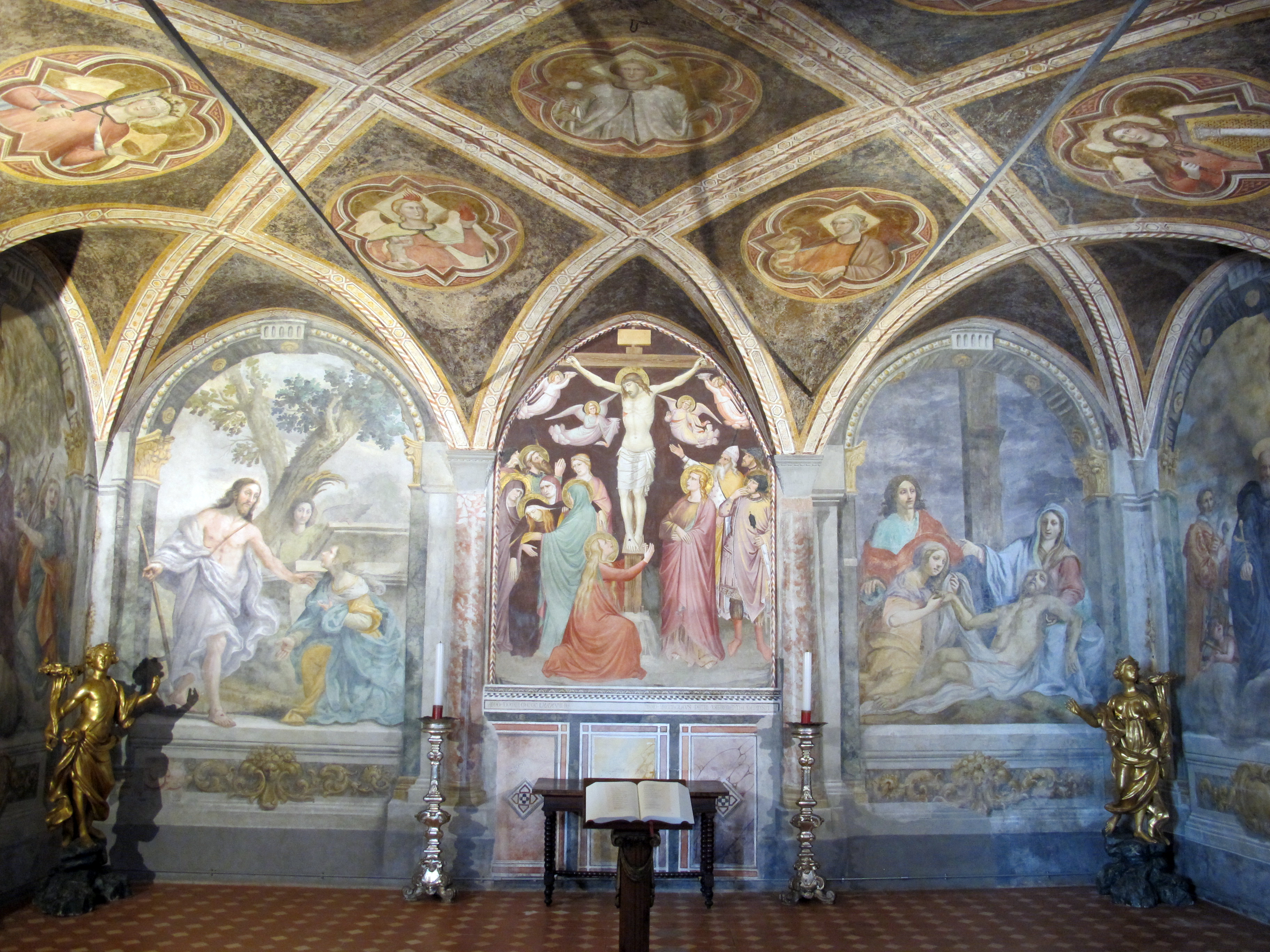
Зал Капитула
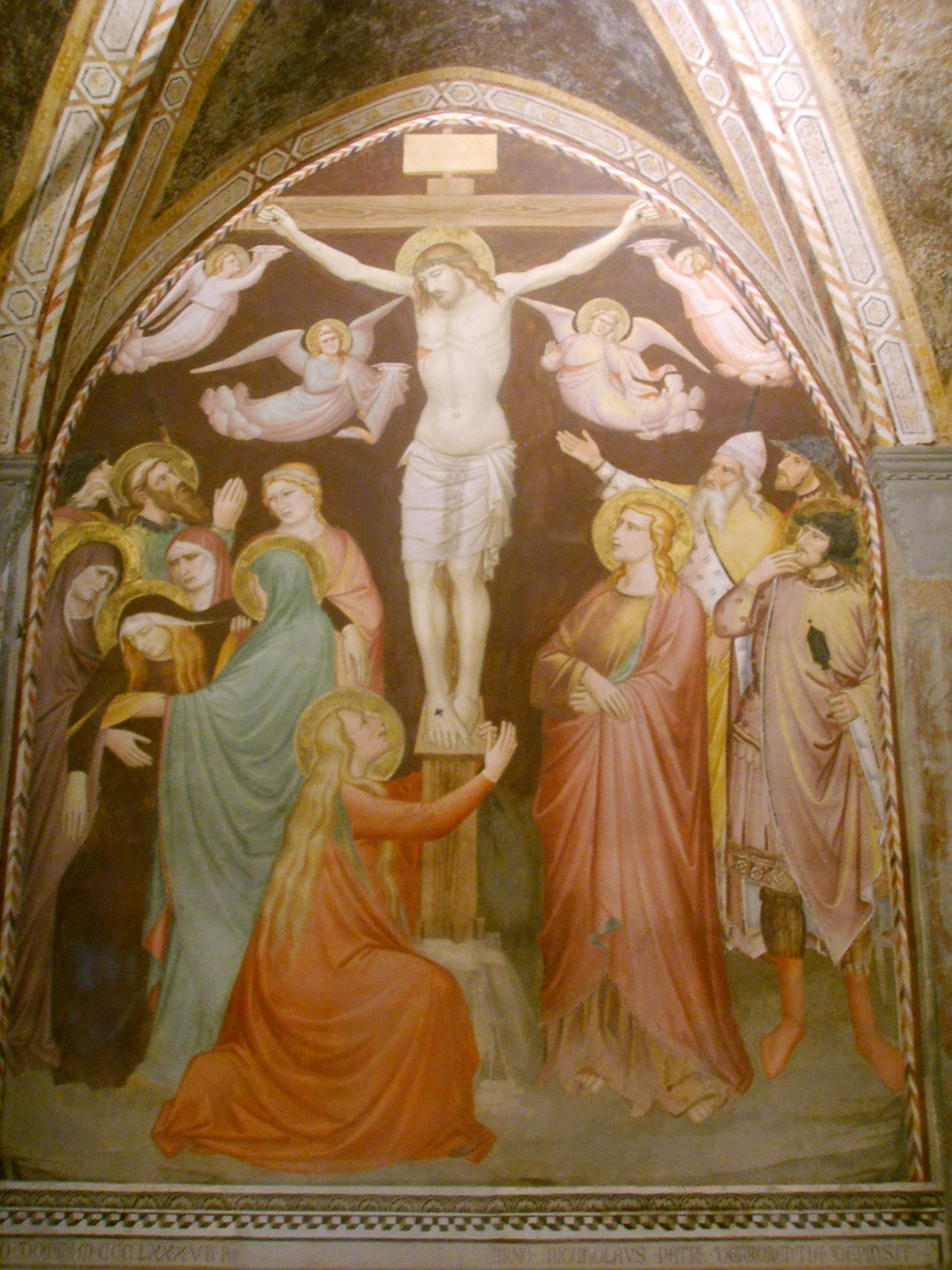
Никколо ди Пьетро Джерини. Распятие. 1387. Фреска. Зал капитула
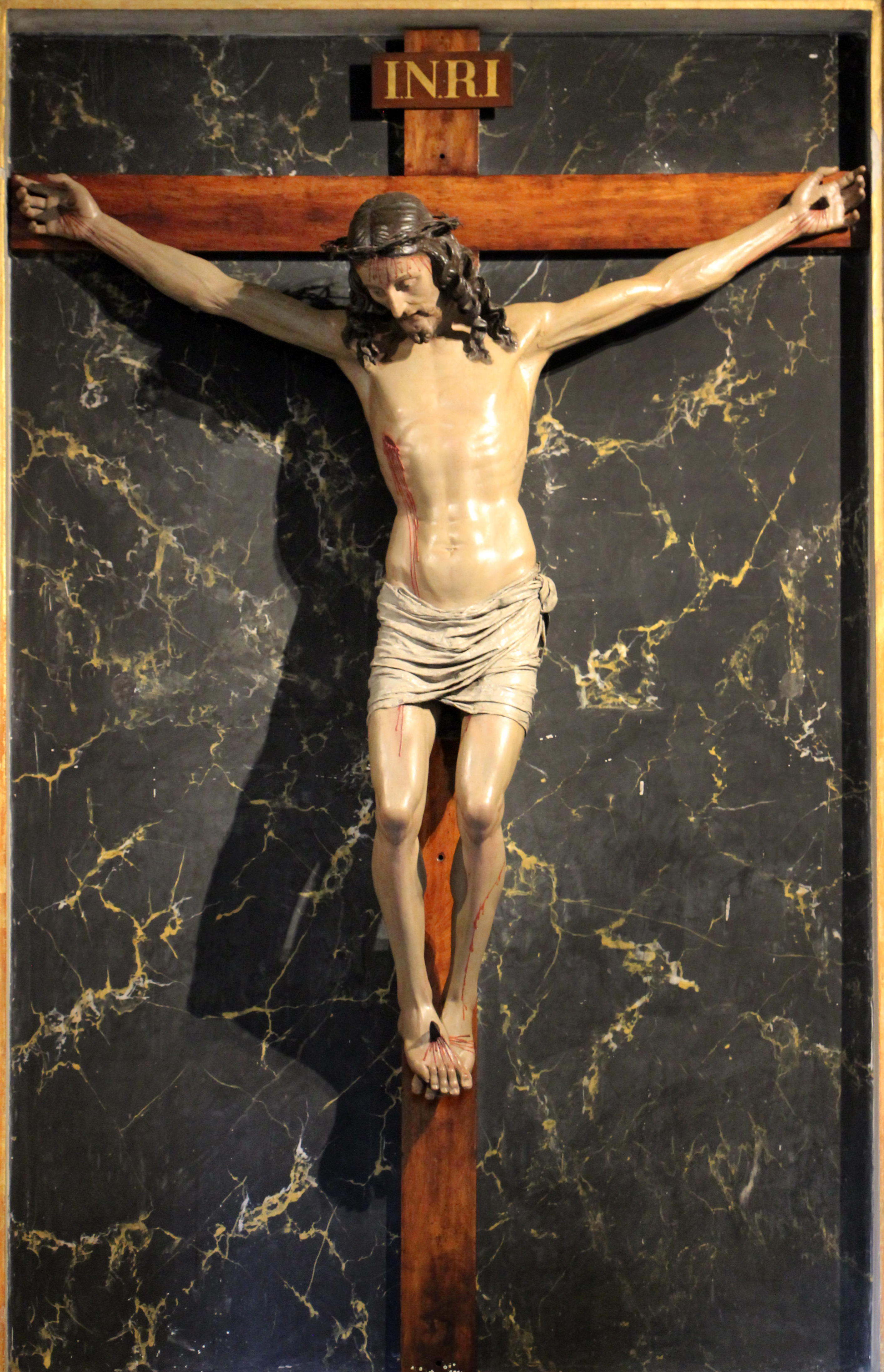
Андреа ди Пьетро Ферруччи. Распятие. Между 1490 и 1510. Дерево, роспись
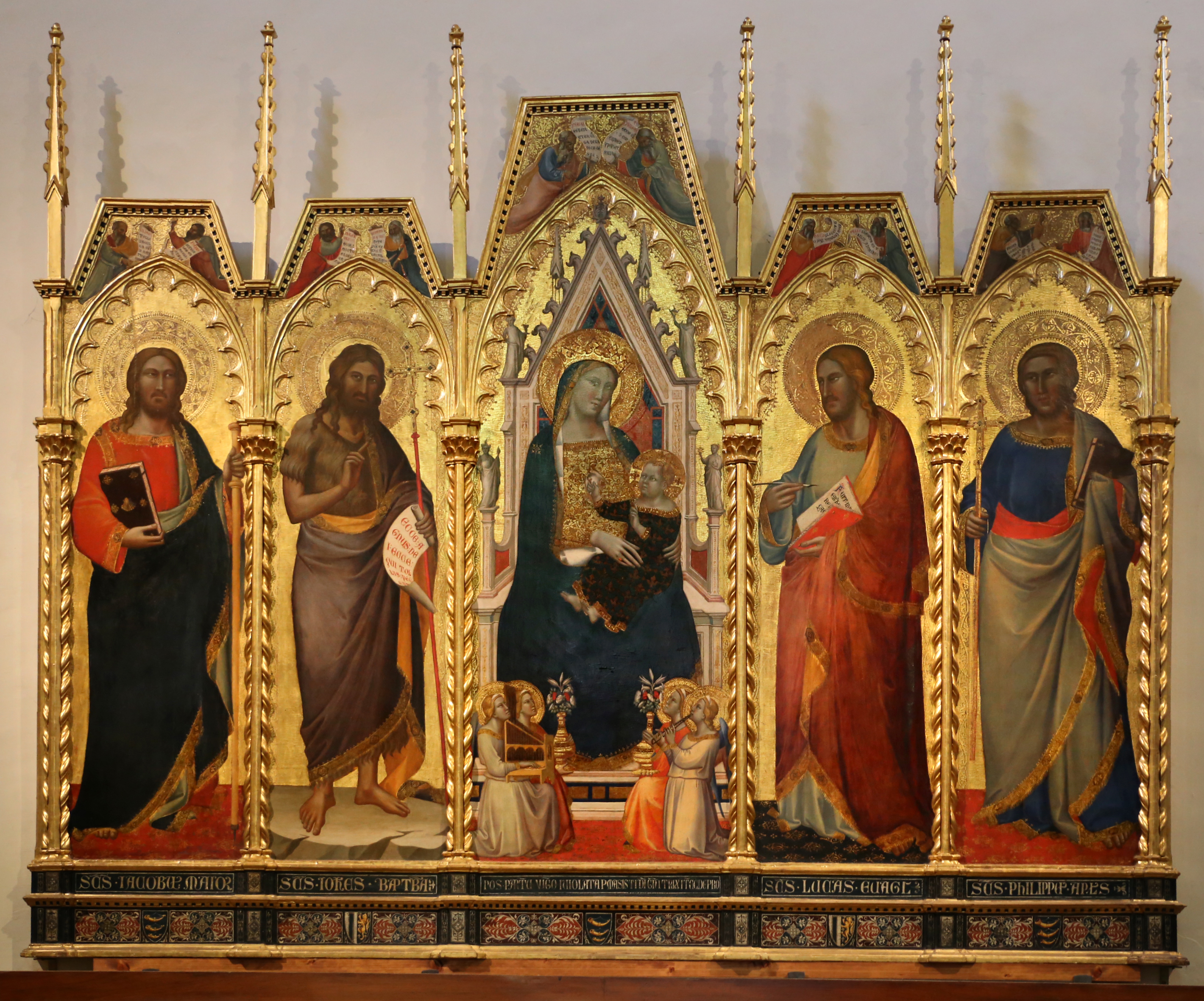
Т. Гадди. Мадонна с Младенцем, ангелами и святыми. 1354. Дерево, темпера
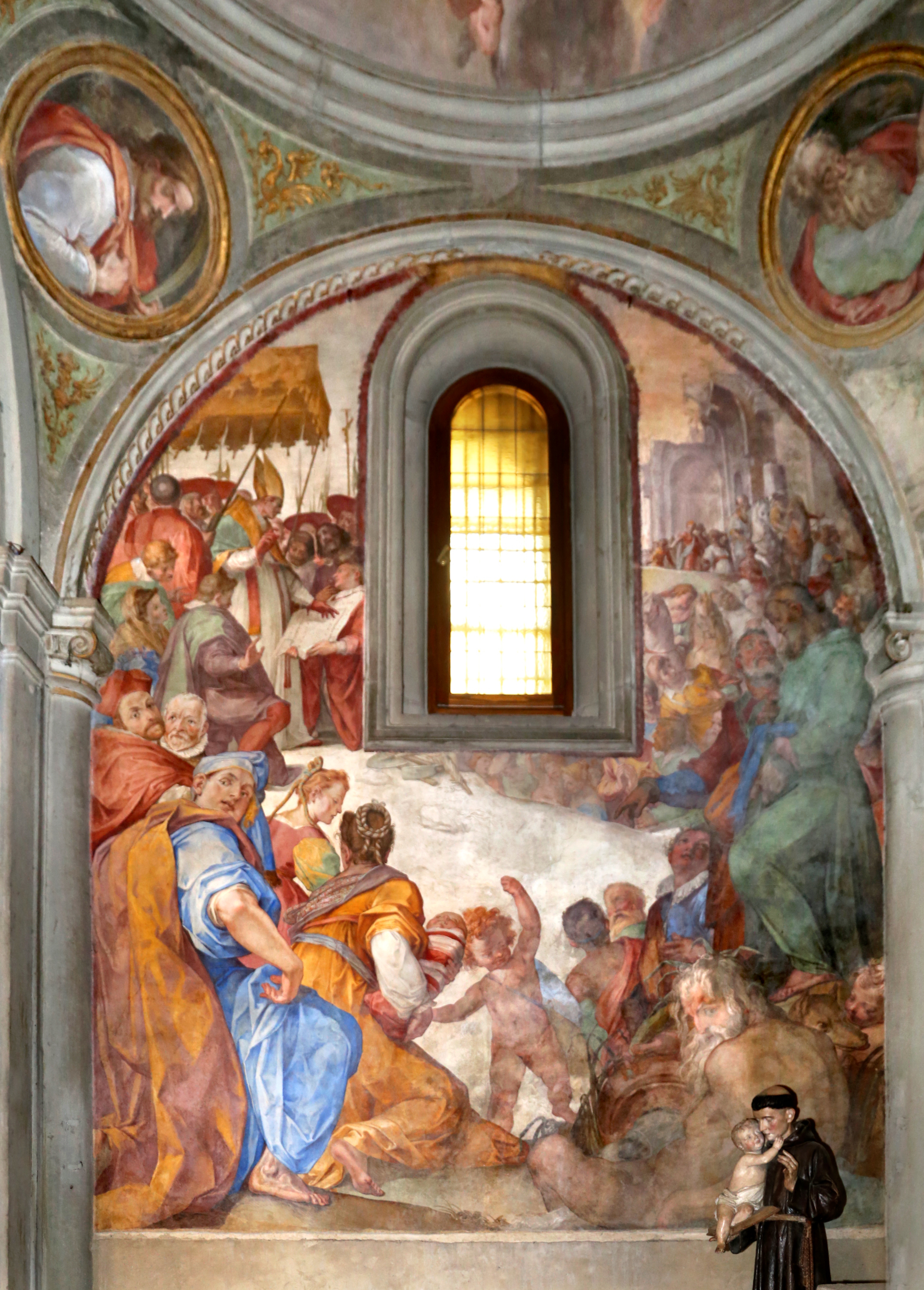
Б. Поччетти. Чудо Богоматери Снежной. 1589–1590. Фреска Капеллы Каниджани
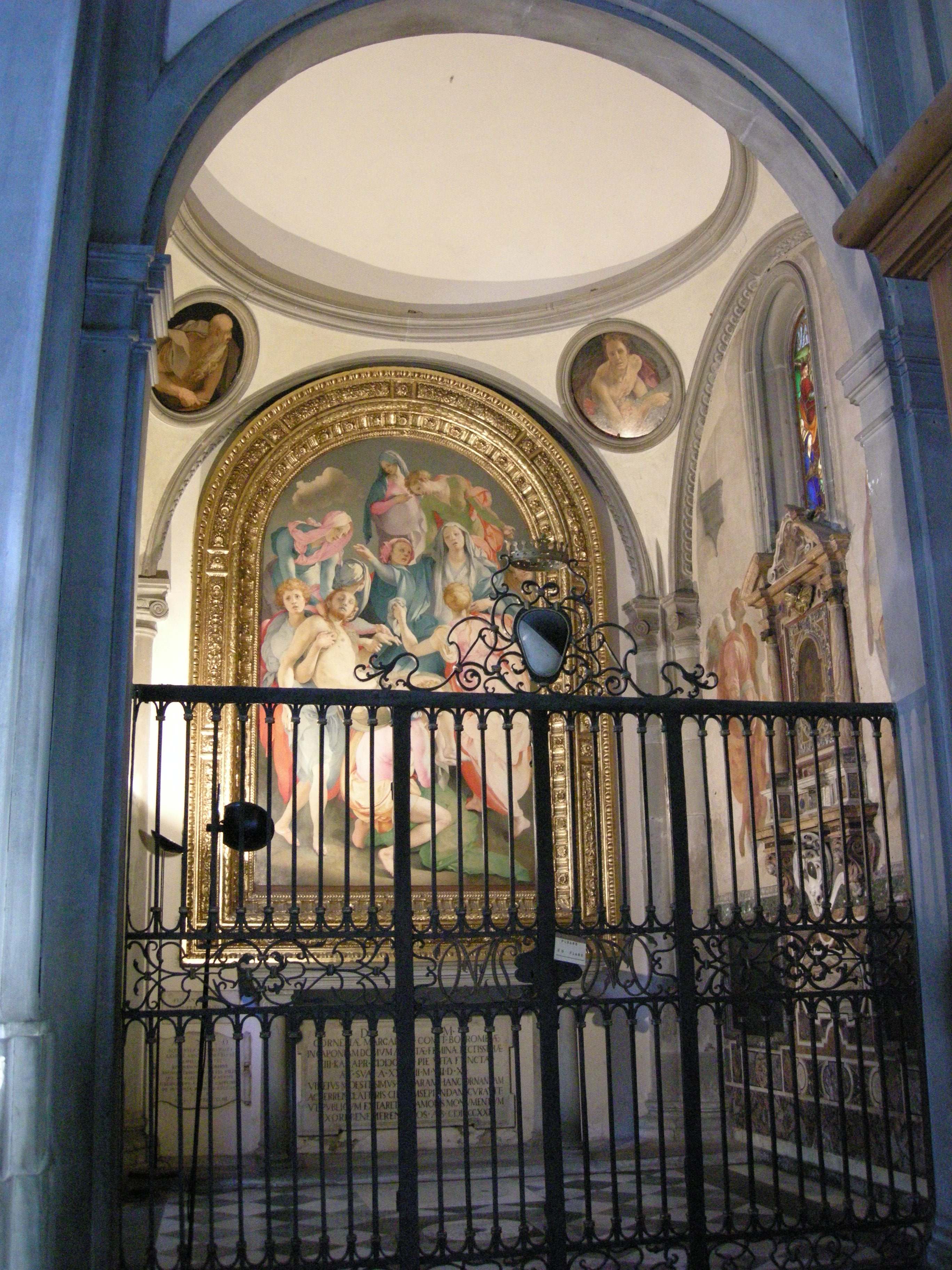
Капелла Каппони
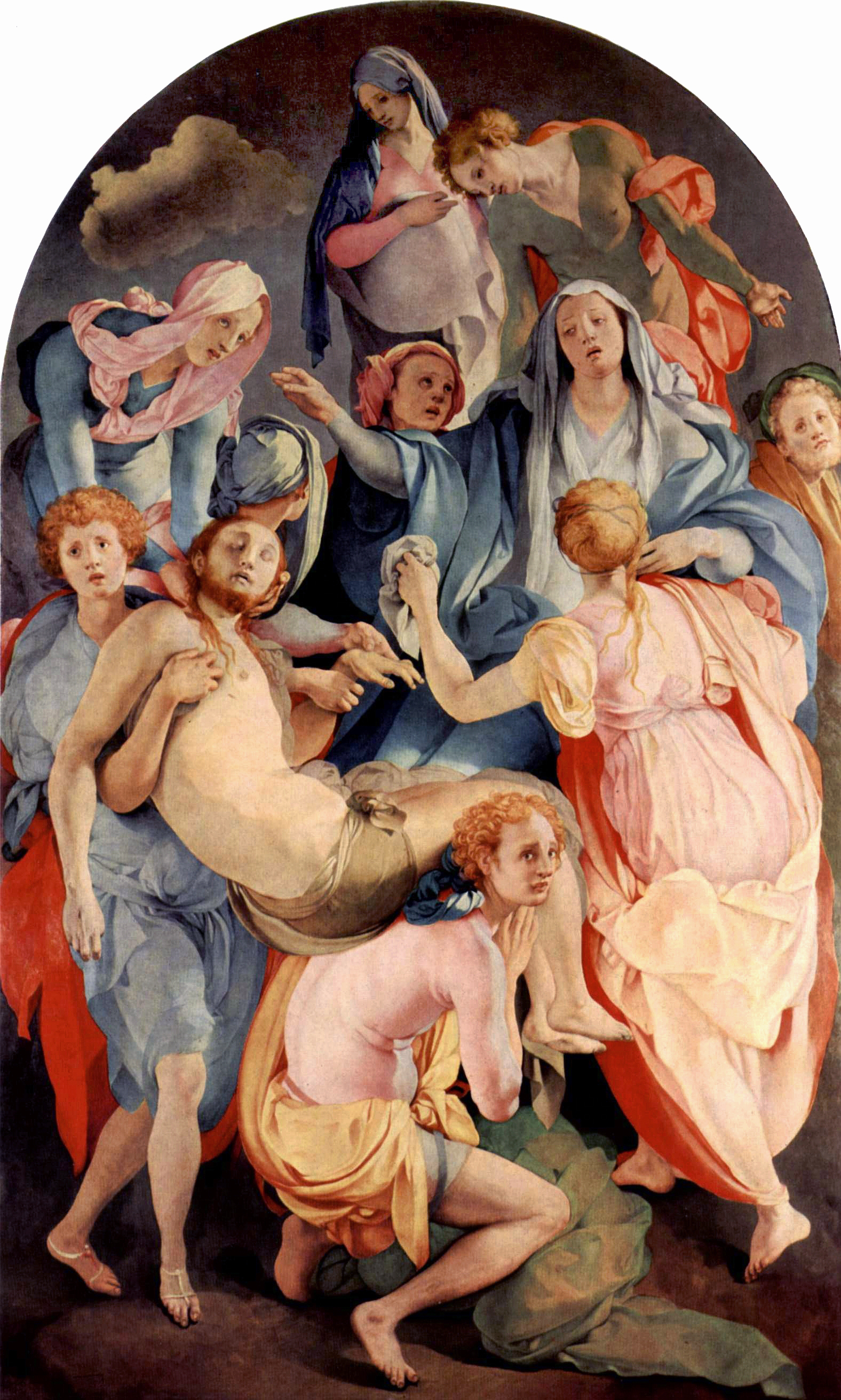
Понтормо. Снятие с креста. 1525–1528. Холст, масло. Капелла Каппони
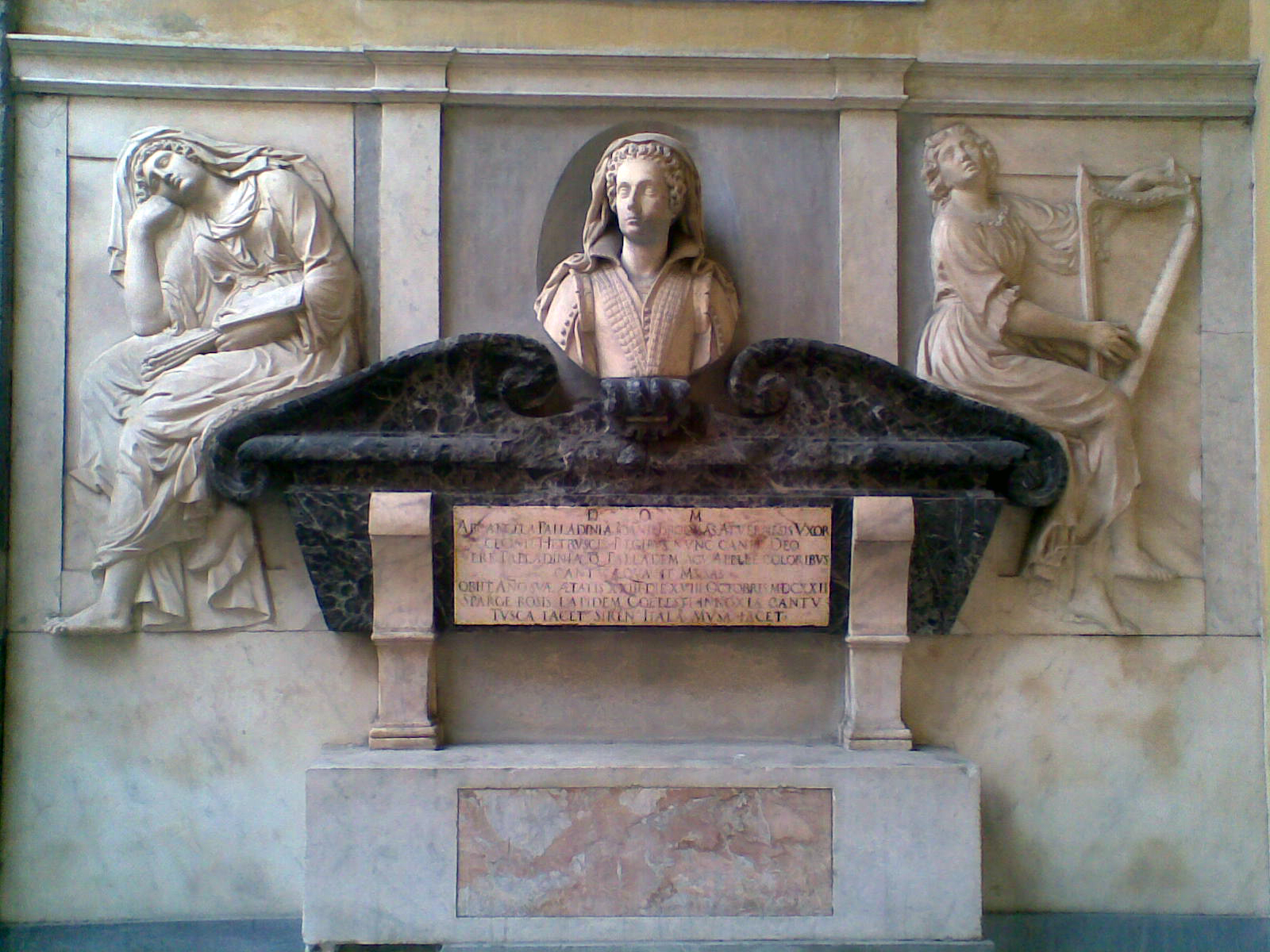
Надгробие Арканджелы Паладини. 1623